# Phyllodactylus nocticolus
Espèce
Phyllodactylus nocticolus est une espèce de geckos de la famille des Phyllodactylidae.

## Répartition
Cette espèce se rencontre :
- en Basse-Californie au Mexique ;
- dans le sud de la Californie aux États-Unis.

## Publication originale
- Dixon, 1964 : The systematics and distribution of lizards of the genus Phyllodactylus in North and Central America. New Mexico State University Science Bulletin, vol. 64, p. 1-139.